# Хосе Ґреґоріо Ернандес
Хосе Ґреґоріо Ернандес, O.F.S. (ісп. José Gregorio Hernández; 26 жовтня 1864, Ізноту — 29 червня 1919, Каракас) — венесуельський лікар, францисканець-терціарій, Блаженний Католицької церкви.

## Життєпис
Він народився в 1864 році в м. Ізноту в Андах. Був першим із семи дітей Марії Ернандес Манзанеді та Хосефи Антоніни Сіснерос Мансілла. У 13 років він поїхав до Каракасу, де вступив до Колеґіо Віллеґас. Тоді це була одна з найпрестижніших шкіл Венесуели. Після закінчення колегії розпочав студії з медицини, які закінчив у 1889 році. Того ж року поїхав до Парижа, де продовжив навчання. Повернувшись до Венесуели, знайшов роботу в лікарні. Будучи лікарем, лікував хворих, не вимагаючи за це грошей. Коли в 1918 році спалахнула пандемія іспанського грипу, розпочав лікувати заражених.
Помер 29 червня 1919 року внаслідок наїзду автомобіля. 19 червня 2020 року Папа Франциск затвердив декрет про героїзм його чеснот, що відкрило шлях до його беатифікації, яка відбулася 30 квітня 2021 року.